# Iconoclasts
Iconoclasts fue una serie de televisión estadounidense que se estrenó el 17 de noviembre de 2005 en Sundance Channel. Cada episodio combina dos «visionarios creativos» que discuten sus vidas, influencias y arte, la mayoría de los cuales son amigos desde hace mucho tiempo con la otra persona que aparece en el episodio. La serie se estrenó el 17 de noviembre de 2005 y se emitió por última vez el 13 de noviembre de 2012. La serie consistió en seis temporadas de seis episodios.